# World Series 1932
Le World Series 1932 sono state la 29ª edizione della serie di finale della Major League Baseball al meglio delle sette partite tra i campioni della National League (NL) 1932, i Chicago Cubs e quelli della American League (AL), i New York Yankees. A vincere il loro quarto titolo furono gli Yankees per quattro gare a zero.
La serie fu caratterizzata da vivaci discussioni tra le due squadre, scaldando l'atmosfera ancora prima dell'inizio delle gare. Un record di 13 futuri Hall of Famer vi presero parte e fu anche la prima volta che entrambe le squadre ebbero i numeri sul retro delle maglie.
Questa fu la decima e ultima partecipazione alle World Series di Babe Ruth che conquistò il suo settimo titolo, tre con i Boston Red Sox e quattro con gli Yankees.

## Sommario
New York ha vinto la serie, 4-0.
| Gara | Data         | Risultato                           | Stadio         | Tempo | Pubblico |
| ---- | ------------ | ----------------------------------- | -------------- | ----- | -------- |
| 1    | 28 settembre | New York Yankees 12, Chicago Cubs 6 | Yankee Stadium | 2:31  | 41.459   |
| 2    | 29 settembre | New York Yankees 5, Chicago Cubs 2  | Yankee Stadium | 1:46  | 50.709   |
| 3    | 1º ottobre   | New York Yankees 7, Chicago Cubs 5  | Wrigley Field  | 2:11  | 49.986   |
| 4    | 2 ottobre    | New York Yankees 13, Chicago Cubs 6 | Wrigley Field  | 2:27  | 49.844   |

## Hall of Famer coinvolti
- Umpire: Bill Klem
- Yankees: Joe McCarthy (man.), Earle Combs, Bill Dickey, Lou Gehrig, Lefty Gomez, Tony Lazzeri, Herb Pennock, Red Ruffing, Babe Ruth, Joe Sewell
- Cubs: Rogers Hornsby‡ (man.), Kiki Cuyler, Burleigh Grimes, Gabby Hartnett

‡ introdotto come giocatore